# アウディ・フロント

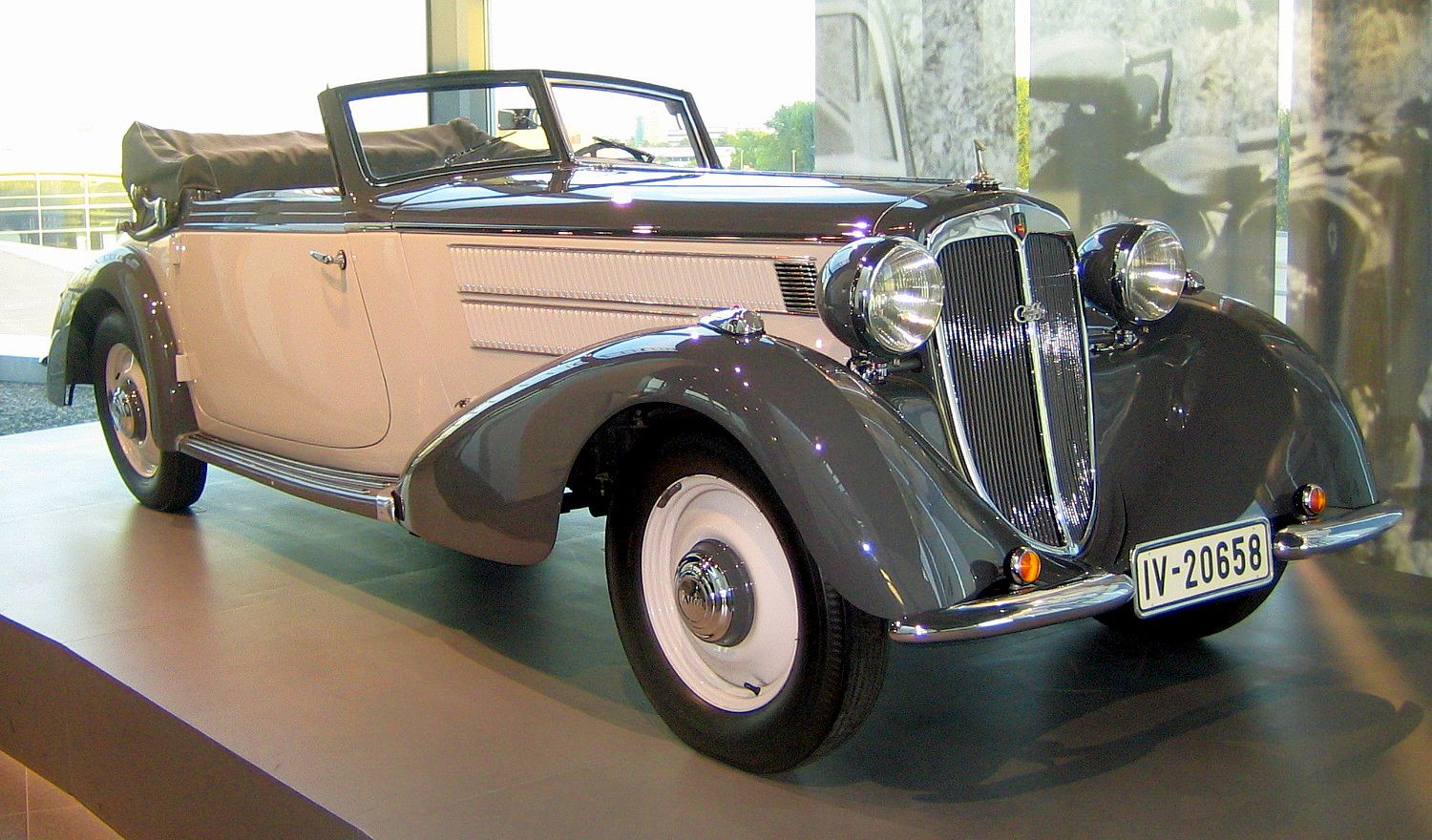
アウディ フロント UW 225

1933年初頭に当初発表されたアウディ フロント UW 220はヨーロッパで最初の前輪駆動の6気筒エンジンを備えた自動車だった。大型の2.25リットルのエンジンを特徴とするアウディ フロント UW 225によって置き換えられるまでの2年間製造された。大型のエンジンを装備した型は1935年に発売され、1938年4月まで生産され、1939年まで一覧には掲載され続けた。1933年から1938年までの間、アウディ フロントはアウディの唯一の量産車だった。

## エンジンの搭載
UW 220は1,950 ccの直列6気筒のOHVエンジンを特徴とした。主張された最大出力は3,500 rpmで40 PS (29 kW; 39 hp)だった。2リットルのエンジンは同時期に発売されたアウトウニオングループのヴァンダラー W22と共通だった。車名の"UW"は"Umgekehrter Wanderer"の略でエンジンの前方にある車輪を駆動するためにヴァンダラーのエンジンを180度方向転換して設置したという意味の"umgekehrt" (反転)を表す。

## 車両The car
当時の多くの高性能自動車同様にフロント UW 220は最高速度100 km/h (62 mph)をもたらすと主張した。
発注者の好みに応じて4ドアスポーツリムジンや2ドアカブリオレ/ロードスターを含む多様な車体が載せられた。

## 1935年の改良
1935年から生産されたUW 225はエンジンの大きさが2,257ccに拡大され最大出力はそれぞれ3,300または3,800rpm回転時に50 PS (37 kW; 49 hp)または55 PS (40 kW; 54 hp)に増強され、それを反映して公称の最高速度は105 km/h (65 mph)だった。 OHVエンジンはアウトウニオングループのヴァンダラーから踏襲され、ヴァンダラー W245とその後継機と共用した。
前輪駆動の仕様にもかかわらず、製造者によると車両の旋回直径はこの大きさの自動車の一般的な値を上回らない12.5メートル (41 ft)だったとされる。後輪駆動のヴァンダラーはアウディとエンジンを共用しており旋回直径は12mだった。

## 販売
1933年4月から1934年11月までに1,817台のUW 220を含むおよそ4,500台のアウディ・フロントが生産された。1938年以降は2,591台の後継のUW 225が生産された。

## 後輪駆動の"後継機"
後継機のアウディ 920の製造は1938年11月に始まった。アウディ920はホルヒを元に製造するように設計され、アウディを市場調査を元にアウディのブランドとして販売する事を決められた。920はアウトウニオンの大型で費用のかかるホルヒの車種と小型で廉価なヴァンダラーとの間隙を埋めるように設定した。これらの状況により、前輪駆動のアウディ フロントUW 225の代替として後輪駆動の920は挑戦的ではなかった。